# Steve Koren
Steve Koren (...) è un produttore cinematografico e sceneggiatore statunitense.

## Biografia
Steve è uno sceneggiatore e produttore statunitense cresciuto nel Queens, è noto soprattutto per A Night at the Roxbury e Click, Superstar.

## Filmografia

### Produttore
- A Night at the Roxbury regia di John Fortenberry (1998)
- Superstar regia di Bruce McCulloch (1999)
- Una settimana da Dio regia di Tom Shadyac (2003)
- Cambia la tua vita con un click regia di Frank Coraci (2006)
- Un weekend da bamboccioni regia di Dennis Dugan (2010)
- Mia moglie per finta regia di Dennis Dugan (2011)
- Jack e Jill regia di Dennis Dugan (2011)
- Insieme per forza regia di Frank Coraci (2014)
- Pixels regia di Chris Columbus (2015)

### Sceneggiatore
- A Night at the Roxbury regia di John Fortenberry (1998)
- Superstar regia di Bruce McCulloch (1999)
- Una settimana da Dio regia di Tom Shadyac (2003)
- Jack e Jill regia di Dennis Dugan (2011)

### Scrittore
- Saturday Night Live: The Best of Phil Hartman regia di Beth McCarthy-Miller (1998)
- Cambia la tua vita con un click regia di Frank Coraci (2006)
- Una bugia di troppo regia di Brian Robbins (2012)

## Riconoscimenti
- Candidato all'Emmy Awards
  - (1992, 1993,1998)